# Empresa Brasil de Comunicação
A Empresa Brasil de Comunicação (EBC) é uma empresa pública federal que possui um conglomerado de mídia no Brasil, tendo sido criada em 24 de outubro de 2007 para prestar serviços de radiodifusão pública e gerir as emissoras de rádio e televisão públicas federais. Também é responsável pela EBC Serviços, ramo que produz A Voz do Brasil para a Secretaria de Governo da Presidência da República, gerencia a Rede Nacional de Rádio, licencia os programas dos veículos da EBC, fornece monitoramento e análise de mídias sociais e realiza todo o trabalho de publicidade legal para os órgãos da administração pública federal.

## História
A ideia de criar uma empresa pública de comunicação surgiu em maio de 2007 durante o 1° Fórum Nacional de TVs Públicas, em Brasília, quando o tema TV pública foi debatido. O evento envolveu vários setores da sociedade civil e gerou a Carta de Brasília, onde foi demandada a criação de uma TV pública, independente, democrática e apartidária.
A criação da EBC foi autorizada por meio da Medida Provisória nº 398, de 10 de outubro de 2007, e a empresa foi efetivamente criada por meio do Decreto nº 6.246, de 24 de outubro de 2007. A Medida Provisória, posteriormente, foi convertida na Lei nº 11.652, de 7 de abril de 2008.
A estatal foi criada a partir da incorporação do patrimônio, do pessoal e concessões de radiodifusão da Empresa Brasileira de Comunicação (Radiobrás) e dos bens públicos da União que estavam sob guarda da Associação de Comunicação Educativa Roquette Pinto (Acerp). Com a criação da EBC, um novo contrato de gestão entre governo federal, por intermédio da EBC, e Acerp foi feito e esta passou a ser prestadora de serviços à EBC, que herdou as concessões de canais da Radiobrás.
A EBC tem autonomia e independência em relação ao governo federal para definir produção, programação e distribuição de conteúdos no sistema público de radiodifusão, que tem a finalidade de prestar serviços de radiodifusão pública com o objetivo de promover a cidadania. A programação da EBC é exibida em redes de televisão e rádio (prevê-se a interação dos vários veículos se dê por meio da internet), com temas das áreas de educação, arte, cultura, ciência e tecnologia e visa estimular a produção de conteúdos regionais, nacionais e independentes.
A EBC tem a forma de sociedade anônima de capital fechado, representado por ações, tendo a União 100% delas. Entretanto, poderão também ser acionistas da EBC entidades ligada à administração federal indireta, aos estados e municípios, estes até o limite de 49% do capital social. O financiamento da EBC vem do Orçamento Geral da União, além de verbas obtidas pela venda de programas, licenciamento de marcas, doações, publicidade institucional, patrocínio de programas e prestação de serviços a organismos públicos e privados. Em 2008, o orçamento da EBC foi de R$ 350 milhões. Em 2009, o orçamento foi de R$ 387,4 milhões. Em 2010, de R$ 488,2 milhões, e em 2011, de R$ 430,4 milhões. Em 2020, as despesas superaram os R$ 543,4 milhões.
Como as demais empresas públicas, a EBC é fiscalizada externamente pela Secretaria de Controle Interno da Presidência da República (CISET/PR) e pelo Tribunal de Contas da União – TCU.

## Estrutura
A EBC, por ser uma empresa estatal, é um órgão da administração indireta federal, sendo vinculada, desde 10 de junho de 2020, ao Ministério das Comunicações.
Antes era vinculada à Secretaria de Governo, por meio da Secretaria de Comunicação Social. Antes de 2019, quando a Secretaria de Comunicação tinha status de ministério, a EBC era ligada a ela.
Quando de sua criação, a EBC era administrada por um conselho de administração, uma diretoria executiva, um conselho fiscal e um conselho curador. Contudo, a Lei nº 13.417, de 1º de março de 2017, alterou a estrutura da empresa e substituiu o conselho curador por um comitê editorial e de programação.

### Conselho de Administração
O Conselho de Administração da EBC é, atualmente, formado por um Presidente, indicado pela Casa Civil da Presidência da República, pelo Diretor-Presidente da diretoria executiva, por um membro indicado pelo Ministério da Educação, por um membro indicado pelo Ministério da Cultura, por um membro indicado pelo Ministério da Economia, por um membro indicado pelo Ministério da Ciência, Tecnologia, Inovações e Comunicações, um membro representante dos empregados da EBC e dois membros independentes, indicados conforme a Lei nº 13.303, de 30 de junho de 2016.

### Conselho Fiscal
O Conselho Fiscal da EBC é composto por 3 membros, nomeados pelo Presidente da República, devendo ter um representante do Tesouro Nacional e a participação dos acionistas minoritários da empresa. O mandato é de 4 anos, sem reeleição.

### Comitê Editorial e de Programação
O Comitê Editorial e de Programação da EBC é um órgão técnico consultivo e deliberativo previsto da Lei nº 13.417, que visa dar participação a sociedade na EBC, com competência para propor pautas sobre a importância da mídia pública e formular mecanismos de aferição e tipificação da audiência dos veículos da EBC. É formado por 11 membros indicados pela sociedade, mediante lista tríplice, e nomeados pelo Presidente da República para um mandato de dois anos, sem reeleição.
Para fazer parte, os indicados devem ter reputação ilibada, serem brasileiros natos ou naturalizados a mais de 10 anos, não serem parentes de até terceiro grau dos membros da diretoria executiva e não serem servidor público ou ocupante de cargo comissionado em qualquer das esferas de governo. Também é proibida a indicação oriunda de partidos políticos ou instituições religiosas.
Segundo as mudanças introduzidas pela Lei nº 13.417, de 1º de março de 2017, fazem parte do Comitê:
- Um representante das emissoras públicas de rádio e televisão;
- Um representante dos cursos superiores de Comunicação Social;
- Um representante do setor audiovisual independente;
- Um representante dos veículos legislativos de comunicação;
- Um representante da comunidade cultural;
- Um representante da comunidade científica e tecnológica;
- Um representante de entidades de defesa dos direitos de crianças e adolescentes;
- Um representante de entidades de defesa dos direitos humanos e das minorias;
- Um representante de entidades da sociedade civil de defesa do direito à Comunicação;
- Um representante dos cursos superiores de Educação;
- Um representante dos empregados da EBC.

Antes das mudanças introduzidas pela Lei nº 13.417, de 1º de março de 2017, chamava-se Conselho Curador, que contava com 22 membros e tinha várias outras atribuições que lhe davam mais poderes dentro da estatal, que iam desde deliberar as diretrizes educativas, artísticas, culturais, informativas, linha editorial da EBC até a aplicar voto de desconfiança aos membros da diretoria executiva e também a convocação de consulta pública.
Após o afastamento de Dilma Rousseff da Presidência da República, o presidente Michel Temer, antes mesmo da Lei nº 13.417, de 1º de março de 2017, havia publicado a Medida Provisória nº 774, de 1º de setembro de 2016, que extinguia completamente o Conselho Curador e não previa o Comitê. Durante a votação da MP no Senado, o Comitê foi introduzido pelo poder legislativo com alguns poderes do Conselho Curador, poderes que foram vetados pelo então presidente Michel Temer. Mesmo assim, o mecanismo ainda não foi implantado.

### Diretoria Executiva
A Diretoria Executiva da EBC é composta por um Diretor-Presidente, um Diretor Geral, um Diretor de Jornalismo, um Diretor de Produção e Conteúdo, um Diretor de Administração, Finanças e Pessoas e um Diretor de Operações, Engenharia e Tecnologia, sendo esses cargos de livre nomeação e exoneração pelo Presidente da República.
A atual estrutura foi dada pela Lei nº 13.417, de 1º de março de 2017, já que antes o Diretor-Presidente era nomeado pelo Presidente da República, mas para um mandato de quatro anos, e os demais diretores (que eram seis, além do Diretor-Geral) eram eleitos pelo Conselho de Administração, perdendo os cargos caso o Conselho Curador aplicasse dois votos de desconfiança em 30 dias.
As mudanças ocorreram na gestão do então presidente Michel Temer, que havia decidido exonerar Ricardo Pereira de Melo, nomeado pela então presidente Dilma Rousseff, da presidência da estatal, mas não podia faze-lo devido as restrições legais impostas pela redação original da Lei nº 11.652, de 7 de abril de 2008.
Durante a votação da Medida Provisória nº 774, de 1º de setembro de 2016, Senado Federal aprovou o texto com alterações, que reintroduziriam o mandato de 4 anos para a Diretoria Executiva e aprovação do Diretor-Presidente da EBC pelo Senado, mas os dispositivos foram vetados pelo então presidente Michel Temer.

### Ouvidoria
A EBC conta ainda com uma ouvidoria para receber opiniões e reclamações dos cidadãos que se informam pelos veículos da EBC, e funciona também como um ombudsman dos veículos da empresa. O ouvidor é nomeado pelo diretor-presidente da estatal para um mandato de 2 anos, com reeleição, podendo perder o mandato antes, caso renuncie ou seja condenado em processo judicial em decisão definitiva.

## Divisões

### TV Brasil

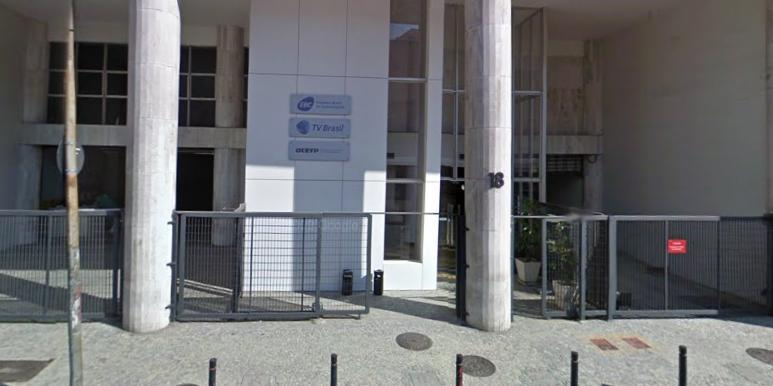
Estúdios da TV Brasil no Rio de Janeiro

A TV Brasil é uma rede de televisão pública com sede em Brasília, Distrito Federal e no Rio de Janeiro, no estado homônimo. Ainda conta com uma filial em São Paulo, no estado homônimo.
A emissora, que conta com 50 afiliadas em 21 estados, entrou no ar em 2 de dezembro de 2007 e pauta sua programação pelo caráter público e educativo, tendo como finalidade complementar e ampliar a oferta de conteúdo audiovisual e oferecer uma programação com abordagem informativa, cultural, artística, científica e cidadã.
Em 2021, se destacou ao ficar entre as 10 emissoras mais assistidas do país.

### Rádios EBC
A Rádios EBC é um grupo de emissoras de rádios formado em 2007 com a incorporação da Rádio MEC e da Rádio Nacional pela EBC. São 9 emissoras próprias em 2 estados e no Distrito Federal.
A EBC tem o maior sistema de cobertura nacional de rádio, com 14 rádios mais afiliadas.

#### Rádio Nacional
A Rádio Nacional é uma rede de emissoras da EBC. É formada pelas seguintes emissoras:
- Rádio Nacional do Rio de Janeiro, com sede no Rio de Janeiro
- Rádio Nacional de Brasília, com sede em Brasília
- Nacional FM, com sede em Brasília
- Rádio Nacional da Amazônia, com sede em Brasília, mas programação voltada para a Região Norte do Brasil
- Rádio Nacional do Alto Solimões, com sede em Tabatinga, Amazonas

A Rádio Nacional Rio de Janeiro tem alcance em todo o território nacional por transmissão via satélite e a Rádio Nacional da Amazônia tem alcance em toda a Região Norte do Brasil e várias outras partes do país via ondas curtas.

#### Rádios MEC e MEC FM

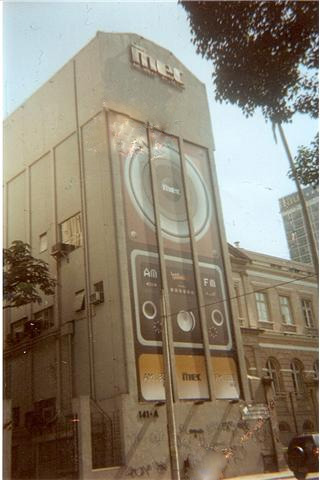
Fachada do prédio que abriga as rádios MEC e MEC FM no Rio de Janeiro, em julho de 2008.

As rádios MEC e MEC FM são emissoras sediadas no Rio de Janeiro, com suas programações dedicadas à MPB e à música clássica em geral, respectivamente.

#### Radioagência Nacional
A Radioagência Nacional uma agência de notícias radiofônicas criada em 11 de outubro de 2004. Foi incorporada a EBC em 2007 e distribui áudios gravados produzidos pelas emissoras próprias da EBC e por emissoras parceiras. Segundo a estatal, mais de 4.500 emissoras de rádios utilizam os conteúdos da Radioagência.

### Agência Brasil
A Agência Brasil foi criada em 1989 após a incorporação da Empresa Brasileira de Notícias. Sua cobertura é focada em atos e fatos relacionados a governo, Estado e cidadania. Foi incorporada a EBC em 2007.
A Agência Brasil alcança 9,19 milhões de usuários por mês.

### Portal EBC
O Portal EBC é uma plataforma na internet que integra conteúdos dos veículos (Agência Brasil, Radioagência Nacional, Rádios EBC, TV Brasil, TV Brasil Internacional) da Empresa Brasil de Comunicação e da sociedade em um único local. Está no ar desde julho de 2012, quando foi lançada a versão beta do site, e teve sua inauguração oficial realizada em outubro do mesmo ano.

### Rede Nacional de Comunicação Pública
A EBC, além de gerenciar as emissoras públicas federais, também é responsável pela formação da Rede Nacional de Comunicação Pública (RNCP). A RNCP visa estabelecer a cooperação técnica com a iniciativa pública e privada que explore os serviços de radiodifusão pública. Atualmente, a rede conta com 110 emissoras de televisão e 150 de rádio espalhadas por todo o país.
Dentro da política da RNCP, a EBC pode solicitar a qualquer tempo canais para execução de serviços de radiodifusão sonora (rádio FM), de sons e imagens (televisão) e retransmissão de televisão por ela própria ou por seus parceiros. São as chamadas Consignações da União. Atualmente, 13 veículos são operados dessa forma em todo o país:
Televisão
- TV Brasil Maranhão, com o Instituto Federal do Maranhão
- TV UFAL, com a Universidade Federal de Alagoas
- TV UFS, com a Universidade Federal de Sergipe
- TV UFPB, com a Universidade Federal da Paraíba
- TV UFSC, com a Universidade Federal de Santa Catarina
- TV Universidade, com a Universidade Federal do Mato Grosso
- TV Universitária, com a Universidade Federal de Roraima

Rádio
- FM Universitária, com a Universidade Federal do Piauí
- Rádio Marinha (Manaus, Corumbá, São Pedro da Aldeia, Natal, Rio Grande e Belém), com a Marinha do Brasil
- Rádio UFMG Educativa, com a Universidade Federal de Minas Gerais
- Rádio Universitária, com a Universidade Federal de Roraima
- Rádio UFS, com a Universidade Federal de Sergipe
- Rádio UNIFAP, com a Universidade Federal do Amapá

### EBC Serviços
A EBC Serviços é o ramo da EBC responsável pela prestação de serviços aos demais órgãos da administração pública federal. A Lei nº 11.652, de 7 de abril de 2008, que cria a EBC atribui que é responsabilidade da estatal a distribuição da publicidade legal e prestar os serviços de radiodifusão para a transmissão dos atos do Governo Federal.
Com isso, este ramo da EBC é o responsável pela produção dos programas e distribuição do sinal da Rede Nacional de Rádio e do programa A Voz do Brasil, que é de transmissão obrigatória.

## Controvérsias

### Chefes contratados não concursados
Em abril de 2017, a EBC contava com 2150 de empregados concursados no seu quadro efetivo de funcionários. Com a realização de dois PDVs em 2018, esse número caiu para 1.705 empregados concursados.
Mas sempre ocorreu controvérsia sobre a ocupação dos cargos de chefia por pessoas de fora do quadro concursado da EBC. Segundo dados da empresa, ainda de abril de 2017, dos 404 cargos em comissão da empresa, 283 eram ocupados por empregados concursados (não necessariamente todos concursados da própria EBC) e outros 119 cargos comissionados ocupados por empregados sem vínculo, de livre provimento. Em 2016, houve acusações de que cerca de 50% dos cargos comissionados da estatal não são concursados. Políticos ou pessoas que tem conexões políticas recebem cargos comissionados sem transparência na contratação, causando controvérsias. O Ministro-chefe da Secretaria de Comunicação Social, Edinho Silva, disse ser natural que uma empresa de comunicação faça contratações sem ser por concurso. "Você contrata jornalistas, apresentadores por aquilo que você quer para o programa, um locutor, você contrata pro desenho que você faz do programa, é assim em qualquer empresa", disse o ministro.
No site da EBC, pode-se ter acesso a todos os trabalhadores concursados e os que receberam cargos em comissão. Não há informação de processo seletivo sobre a contratação de cargos em comissão (FC é a sigla para Função em Comissão).

### Exoneração de Ricardo Melo
A EBC foi presidida pelo jornalista Laerte Rimoli, nomeado pelo Presidente da República, Michel Temer em 17 maio de 2016. Na ocasião, o jornalista Ricardo Melo, que ocupava presidência da EBC, foi exonerado do cargo pelo então presidente interino Michel Temer e recorreu ao Supremo Tribunal Federal (STF), argumentando que a lei de criação da EBC previa mandato de quatro anos para o cargo de presidente e impedia a demissão fora das causas legais. Em junho, o Ministro Dias Toffoli concedeu liminar determinando a volta de Melo ao cargo.
No dia 8 de setembro de 2016, o Ministro do STF Dias Toffoli decidiu revogar a liminar que mantinha o jornalista Ricardo Melo na presidência da EBC. A decisão foi tomada após a publicação do decreto que alterou o Estatuto Social da EBC, no dia 1º de setembro, no Diário Oficial da União (DOU). No dia 14 de setembro de 2016, a Advocacia-Geral da União (AGU) disse que Laerte Rimoli poderia assumir, através do parecer nº 00286/2016; a AGU afirmou que a decisão do Ministro Dias Toffoli, do dia 6 de setembro, que revogou a liminar que mantinha o jornalista Ricardo Melo como presidente da EBC "é de caráter imperativo e possui força executória", o que implica imediato cumprimento. Com a decisão de Toffoli, o jornalista Laerte Rimoli, que havia sido nomeado em maio para o cargo, foi reconduzido à presidência da EBC.

### Transmissão de jogos da série B do Paulistão
A EBC transmitia até 2016 jogos da série B do Campeonato Paulista de Futebol, que custava R$ 14 milhões por ano aos cofres públicos. O contrato foi encerrado na transição do novo governo, governo Michel Temer, em maio de 2016.

### Viés de informação
Em 10 de julho de 2020, o Aos Fatos publicou uma investigação mostrando que a TV Brasil, e outros veículos de comunicação do governo do Brasil, que pertencem à EBC, estariam promovendo medicamentos sem eficácia comprovada para tratar a COVID-19. Os fármacos promovidos eram defendidos pelo presidente Jair Bolsonaro.

### Denúncias de censura
Em 10 julho de 2024, após reportagem do O Antagonista o Tribunal de Contas da União suspendeu uma licitação da Secretaria de Comunicação Social no valor de R$ 197 milhões, por suspeita de fraude. Em 11 de julho, o jornal O Globo publicou uma matéria denunciando que funcionários da EBC teriam recebido orientações para que o tema não fosse tratado em notíciario da Agência Brasil.

## Inclusão no Programa Nacional de Desestatização
Em 9 abril de 2021, o Governo Federal incluiu a Empresa Brasil de Comunicação no Programa Nacional de Desestatização (PND). Em entrevista coletiva, a secretária do Programa de Parcerias de Investimentos (PPI), Martha Seillier, afirmou que o governo avaliará o destino da EBC após os estudos que serão conduzidos por uma consultoria a ser contratada pelo Banco Nacional de Desenvolvimento Econômico e Social (BNDES). De acordo com especialistas e políticos, sua privatização fere o Artigo 223 da Constituição e três projetos foram apresentados por uma frente parlamentar. Na ocasião, a Eletrobras também foi inserida no Programa.
O Secretário-Executivo do Ministério das Comunicações, Vítor Menezes, garantiu que não há decisão tomada em relação à desestatização. O secretário destacou que a empresa custa R$ 88,5 milhões ao ano para o governo, além dos mais de R$ 222 milhões da Contribuição do Fomento da Radiodifusão destinados anualmente para a companhia, tendo recebido R$ 389,1 milhões da Contribuição em 2020. De acordo com o Ministério da Economia, a desestatização pode resultar em desoneração de aproximadamente R$ 400 milhões em despesas do orçamento da União.
Na ocasião, o diretor-geral da EBC, Roni Baksys, destacou que a TV Brasil foi a nona emissora mais assistida entre todas as TVs brasileiras e que sua irmã, a Agência Brasil alcança 9,19 milhões de usuários por mês. Em dezembro do mesmo ano, a TV Brasil ficou entre as cinco emissoras mais assistidas do país, desbancando a RedeTV e ficando a frente a GloboNews e Cultura. O diretor acrescentou que a EBC tem o maior sistema de cobertura nacional de rádio, com 14 rádios mais afiliadas.

## Prêmios
Prêmio Vladimir Herzog
Menção Honrosa do Prêmio Vladimir Herzog por Documentário de TV
| Ano  | Obra           | Veículo de mídia | Autor                         | Resultado |
| ---- | -------------- | ---------------- | ----------------------------- | --------- |
| 2014 | "A Pele Negra" | TV Brasil e EBC  | ™Bianca Vasconcellos e equipe | Venceu    |